# Vincent Dedienne
Vincent Dedienne, né le 2 février 1987 à Mâcon, est un acteur, humoriste, auteur, metteur en scène, chroniqueur et animateur français.
Formé à l'École nationale supérieure d'art dramatique de la Comédie de Saint-Étienne où il commence sa carrière, il se distingue dans divers registres, alliant théâtre classique et one-man-show. Lauréat du Montreux Comedy Casting en 2013, il est révélé au grand public grâce à ses chroniques sur Canal+, sur France Inter ou encore dans l'émission Quotidien sur TMC.
Tout en poursuivant une carrière qui allie théâtre, cinéma, télévision et écriture, il est reconnu pour ses one-man-show S'il se passe quelque chose... et Un soir de gala qui lui valent à deux reprises le Molière de l'humour.

## Biographie

### Enfance et débuts
Né en Saône-et-Loire, officiellement à Mâcon, Vincent Dedienne est abandonné par sa mère biologique et adopté à cinq mois par un instituteur et une éducatrice spécialisée. Alors qu'il a cinq ans, il apprend un peu par hasard qu'il a été adopté, et il dit lui-même n'avoir jamais souffert de cette information ni avoir eu envie d'en savoir plus sur son passé : « On ressemble beaucoup plus, il me semble, à ceux par qui on a été élevé qu'à ceux par qui on a été conçu ».
Fils unique, il passe une enfance plutôt solitaire à Cruzille, un village du Haut-Mâconnais,. Vers l'âge de 7 ans, il découvre sa passion pour le théâtre et le one-man-show en regardant la VHS de l'enregistrement d'un spectacle de Muriel Robin, déclarant plus tard qu'il a eu « l'impression de découvrir [sa] langue maternelle ». Il co-écrit son premier spectacle à l'âge de 14 ans. Plusieurs enseignantes de français, au collège puis au lycée, lui permettent ensuite de développer un goût éclectique pour la littérature et le théâtre. L'une d'elles, en troisième, le pousse à prendre une option théâtre au lycée, ce qui le conduit à être interne pour poursuivre sa scolarité au lycée Hilaire de Chardonnet à Chalon-sur-Saône,.
Il commence des études universitaires d'arts du spectacle et de lettres modernes à Lyon, tout en suivant des cours de théâtre dans une petite école, La Scène sur Saône. Il étudie ensuite le théâtre classique à l'École nationale supérieure d'art dramatique de la Comédie de Saint-Étienne. Sa rencontre avec François Rollin est décisive. Il débute à la Comédie de Saint-Étienne en 2006. Depuis 2009, il travaille entre autres avec François Rancillac, Philippe Decouflé, Jean-Claude Berutti, dans différents spectacles aux différents registres. Il interprète Hervé Guibert aux portes de la mort dans Mais tous les ciels sont beaux, adapté du dernier journal d’hospitalisation de l’écrivain, et également aux côtés de Denis Lavant dans Le roi s'amuse de Victor Hugo. Il occupe ensuite l'un des rôles principaux dans Je marche dans la nuit sur un chemin mauvais d'Ahmed Madani.

### Révélation
En 2011, il entame l'écriture de son spectacle S'il se passe quelque chose…, en collaboration avec Juliette Chaigneau et Mélanie Le Moine. François Rollin signe la mise en scène du spectacle avec Juliette Chaigneau. En 2013, il est lauréat du Montreux Comedy Casting et devient le troisième artiste, après Michaël Gregorio et Gaspard Proust, à être produit par Laurent Ruquier.
À partir de septembre 2014, il est choisi par Canal+ pour succéder à Stéphane De Groodt dans l'émission de Maïtena Biraben, Le Supplément, où il décrit La Bio interdite des invités politiques. L'expérience dure deux ans. Il est également présent sur France Inter pour une chronique hebdomadaire (le mercredi à 6 h 55) dans la matinale. À partir de la rentrée 2015, il officie tous les jeudis dans Le 7/9 de France Inter à 8 h 55.
En septembre 2016, il rejoint Yann Barthès et son équipe dans l'émission Quotidien sur TMC dans laquelle il effectue, chaque lundi, sa revue de presse. En juin 2017, il est élu chroniqueur de l'année à l'occasion des TV Notes 2017 organisés par PureMédias, 20 Minutes et RTL. Il quitte le programme à l'issue de sa deuxième saison, après une ultime chronique le 25 juin 2018.
Le 3 avril 2018, il intègre la bande des Grosses Têtes, animée par Laurent Ruquier sur RTL.

### Spectacles
Après des débuts au théâtre du Petit Hébertot avec son spectacle S'il se passe quelque chose... et trois exceptionnelles au Café de la Danse (Paris) en février 2015, Vincent Dedienne part en tournée à partir du 14 février 2015 en France, Suisse et Belgique avant un retour au Café de la Danse du 28 octobre au 31 décembre 2015.
En 2016, après une tournée dans toute la France, il reprend S'il se passe quelque chose... d'avril à octobre tous les lundis au Théâtre de l'Atelier à Paris, et tout le mois de juillet 2016 au Festival Off d'Avignon. Fin 2016 et début 2017, il se produit à guichets fermés lors de douze représentations au Trianon à Paris. En juin 2017, il joue au Théâtre de l'Atelier puis quatre dates du 1er au 4 octobre à l'Olympia, et fête les dernières représentations aux Folies Bergère, fin décembre 2017.
En 2021, Vincent Dedienne revient au seul-en-scène avec le nouveau spectacle Un soir de gala. Une première tournée débutée en septembre 2021 se clôt aux Bouffes du Nord jusqu'en janvier 2022. Il reprend les représentations les années suivantes à Paris au Théâtre Marigny puis en 2023 au Théâtre du Châtelet, à l'Olympia ainsi qu'en tournée, avant de clore définitivement les représentations aux Bouffes du Nord en décembre 2024.

### Engagements
Vincent Dedienne est ouvertement homosexuel, sujet qu'il aborde sur scène. Il fait partie des 70 célébrités qui se mobilisent en décembre 2018 pour répondre à l'appel de l'association Urgence Homophobie, apparaissant dans le clip de la chanson De l'amour.

## Théâtre

### Comme comédien
- 2008 : Un mari à la porte de Jacques Offenbach, mise en scène de Bernard Rozet, Philarmonic Hall, Liverpool
- 2009 : Le Médecin malgré lui de Molière, mise en scène de Jean-Claude Berutti, Comédie de Saint-Étienne, tournée
- 2009 : Kukuga mélancolique système dix de Jean-Paul Delore, Théâtre Paris Villette, tournée
- 2010 : Le roi s'amuse de Victor Hugo, mise en scène de François Rancillac, Théâtre de l'Aquarium, Paris
- 2012 : Mais tous les ciels sont beaux d'Hervé Guibert, mise en scène de lui-même et Sarah Seignobosc, Saint-Étienne, Lyon
- 2013 : Super heureux de Silke Hassler, mise en scène de Jean-Claude Berutti, Théâtre Les Déchargeurs, Paris
- 2014 : Je marche dans la nuit sur un chemin mauvais d'Ahmed Madani, mise en scène de l'auteur, Théâtre de la Tempête, Paris
- 2014-2018 : S'il se passe quelque chose... (seul en scène) de lui-même, mise en scène de Juliette Chaigneau et François Rollin, Petit Hébertot - Paris, tournée (également diffusé au cinéma lors d'une séance unique le 12 octobre 2017[23])
- 2018 : Le Jeu de l'amour et du hasard de Marivaux, mise en scène de Catherine Hiegel, Théâtre de la Porte Saint-Martin, Paris
- 2018 : Callisto et Arcas de Ovide mis en scène par Guillaume Vincent, Théâtre des Bouffes du Nord, Paris[24]
- 2018 : Ervart ou les derniers jours de Frédéric Nietzsche de Hervé Blutsch, mise en scène de Laurent Fréchuret au théâtre du Rond-Point et en tournée
- 2020 : La Carpe et le Lapin, un cadavre exquis de Catherine Frot et lui-même, Théâtre de la Porte Saint-Martin, Paris
- 2021-2024 : Un soir de gala (seul en scène) de lui-même et Juliette Chaigneau, Mélanie Le Moine, Anaïs Harté, mise en scène de lui-même et Juliette Chaigneau
- 2023 : Un chapeau de paille d'Italie d'Eugène Labiche, mise en scène Alain Françon, théâtre de la Porte Saint-Martin
- 2025 : Juste la fin du monde et Il ne m'est jamais rien arrivé de Jean-Luc Lagarce, mise en scène Johanny Bert, théâtre de l'Atelier

### Comme auteur
- 2014-2018 : S'il se passe quelque chose... (seul en scène), mise en scène de Juliette Chaigneau et François Rollin, Petit Hébertot - Paris, tournée
- 2014 : Le professeur Rollin se rebiffe de lui-même, Joël Dragutin et François Rollin, mise en scène de lui-même
- 2016 : Le professeur Rollin se re-rebiffe de lui-même, Joël Dragutin et François Rollin, mise en scène de lui-même
- 2017 : Moitié voyageur de lui-même et Anaïs Harte, mise en scène de Gabriel Lechevalier

### Comme metteur en scène
- 2012 : Mais tous les ciels sont beaux d'Hervé Guibert, mise en scène de lui-même et Sarah Seignobosc, Saint-Étienne, Lyon
- 2014 : Le professeur Rollin se rebiffe de lui-même, Joël Dragutin et François Rollin
- 2016 : Le professeur Rollin se re-rebiffe de lui-même, Joël Dragutin et François Rollin
- 2016 : Chagrin d'amour d'Audrey Vernon
- 2019 : Élie Semoun et ses monstres de lui-même, Nans Delgado, Élie Semoun et Muriel Robin, mise en scène de Frédéric Hazan

## Filmographie
Sauf indication contraire, les informations mentionnées dans cette section peuvent être confirmées par les bases de données cinématographiques IMDb et Allociné,  présentes dans la section « Liens externes ».

### Acteur

#### Cinéma

##### Longs métrages
- 2018 : La Fête des mères de Marie-Castille Mention-Schaar
- 2019 : Premières Vacances de Patrick Cassir : Arthur
- 2020 : Terrible Jungle de Hugo Bénamozig et David Caviglioli : Eliott de Bellabre
- 2020 : Effacer l'historique de Benoît Delépine et Gustave Kervern : le fermier bio
- 2020 : Parents d'élèves de Noémie Saglio : Vincent
- 2020 : La Fine Fleur de Pierre Pinaud : Lamarzelle
- 2020 : L'Étreinte de Ludovic Bergery : Aurélien
- 2020 : A Good Man de Marie-Castille Mention-Schaar : Antoine
- 2021 : Oranges sanguines de Jean-Christophe Meurisse : Monsieur La
- 2022 : I Love Greece de Nafsika Guerry-Karamaounas : Jean
- 2023 : Je ne suis pas un héros de Rudy Milstein : Louis
- 2024 : Les Pistolets en plastique de Jean-Christophe Meurisse : Chargé d'enquête
- 2024 : Joli Joli de Diastème
- 2025 : Natacha (presque) hôtesse de l'air  de Noémie Saglio : Walter

##### Courts métrages
- 2006 : Le Bal des innocents de Joseph Paris
- 2016 : Les Rosiers grimpants de Julien Marsa et Lucie Prost : Paul
- 2017 : Médée[25] de Mikael Buch

#### Télévision
- 2018 : Vingt-cinq (série OCS) : Nico
- 2020 : La Flamme (série télévisée) : le présentateur
- 2020 : I Love You coiffure (téléfilm) de Muriel Robin : Jean-Claude
- 2021 : Le Grand Restaurant : Réouverture après travaux
- 2022 : Les Amateurs (série Disney+) : Vincent

#### Doublage
- 2019 : Manou à l'école des goélands (film d'animation) de Andrea Block et Christian Haas : Manou (doublage français)

#### Documentaires
- 2019 : Je ne sais pas si c'est tout le monde de Vincent Delerm : lui-même
- 2023 : Homos en France d'Aurélia Perreau[26] : lui-même et narrateur

### Scénariste
- 2017 : Médée (court métrage) de Mikael Buch
- 2023 : Homos en France (documentaire) d'Aurélia Perreau[26]

### Chanteur
- 2023 : Je ne suis pas un héros de Rudy Milstein - générique de fin : La vie c'est du beurre

## Émissions
Cette section n'a pas vocation à répertorier les émissions dans lesquelles Vincent Dedienne est un simple invité.

### Télévision
Sauf indication contraire, les informations mentionnées dans cette section peuvent être confirmées par la base de données cinématographiques IMDb,  présente dans la section « Liens externes ».
- 2014 : Le Supplément (sur Canal+) - chroniqueur humoristique (La Bio interdite)
- 2016-2018 : Quotidien (sur TMC) - chroniqueur humoristique
- 2018-2019 : Burger Quiz - participant régulier et présentateur remplaçant
- 2019 : Soirée pyjama avec Vincent Dedienne (émission spéciale sur TMC) - co-présentateur
- Depuis 2024 : Le Maillon faible (jeu télévisé sur M6) - animateur
- 2025 : LOL : qui rit, sort ! (Prime Vidéo), saison 5 - participant

### Radio
- 2014-2015 : Matinale sur France Inter - chroniqueur humoristique
- Depuis 2018 : Les Grosses Têtes (sur RTL) - participant

## Publication
- Les Bios (très) interdites, Éditions Flammarion, 2016  (ISBN 978-2081399464)

## Discographie
Participation
- Est-ce lui, est-ce moi ?, en duo avec Léopoldine HH, sur l'album Chansons pour Lula[27], de Serge Rezvani, Because, 2023
- Je peux pas, en duo avec Ben Mazué sur l'album Famille de Ben Mazué, 2025

## Distinctions

### Décoration
- Chevalier de l'ordre des Arts et des Lettres (2020)[28]

### Récompenses
- Molières 2017 : Molière de l'humour pour S'il se passe quelque chose...[29]
- Globes de cristal 2018 : meilleur one-man-show pour S'il se passe quelque chose...[30]
- Coup de cœur Jeune Public automne 2018 de l'Académie Charles-Cros pour La voix d’Ella[31].
- Globes de cristal 2019 : meilleur comédien pour Le Jeu de l'amour et du hasard[32].
- Molières 2022 : Molière de l'humour pour Un soir de gala[33].
- Molières 2024 : Molière du comédien dans un spectacle de théâtre privé pour Un chapeau de paille d'Italie[34].

### Nominations
- Molières 2018 : Molière du comédien dans un spectacle de théâtre privé pour Le Jeu de l'amour et du hasard